# مختلطة الأجنحة
مختلطة الأجنحة (الاسم العلمي: Mixopterus)، جنس من عريضات الأجنحة، وهي مجموعة منقرضة من مفصليات الأرجل المائية. أُكتشفت مستحاثات مختلطة الأجنحة في رواسب من العصر السيلوري المتأخر، وأُحيلت إلى عدة أنواع مختلفة. أُستخرجت المستحاثات من قارتين. أوروبا وأمريكا الشمالية.